# Орсини, Вирджинио (кардинал)
Вирджинио Орсини (итал. Virginio Orsini; 17 января 1615, Рим, папская область — 21 августа 1676, там же) — итальянский куриальный кардинал. Кардинал-дьякон с 16 декабря 1641, с титулярной диаконией Санта-Мария-ин-Портико-Октавиа с 10 февраля по 10 ноября 1642. Кардинал-дьякон с титулярной диаконией Санта-Мария-Нуова с 10 ноября 1642 по 14 марта 1644. Кардинал-дьякон с титулярной диаконией Санта-Мария-ин-Козмедин с 14 марта 1644 по 21 июля 1653. Кардинал-дьякон с титулярной диаконией Сант-Эустакьо с 21 июля 1653 по 6 марта 1656. Кардинал-дьякон с титулярной диаконией Санта-Мария-ин-Виа-Лата с 6 марта 1656 по 11 октября 1666. Кардинал-протодьякон с 6 марта 1656 по 11 октября 1666. Кардинал-священник с титулом церкви Санта-Мария-дельи-Анджели-э-дей-Мартири с 11 октября 1666 по 14 ноября 1667. Кардинал-священник с титулом церкви Санта-Прасседе с 14 ноября 1667 по 30 января 1668. Кардинал-священник с титулом церкви Сан-Лоренцо-ин-Лучина с 30 января 1668 по 18 марта 1671. Кардинал-протопресвитер с 30 января 1668 по 18 марта 1671. Кардинал-епископ Альбано с 18 марта 1671 по 28 января 1675. Кардинал-епископ Фраскати с 28 января 1675 по 21 августа 1676.